# Abraham Melkiorsson
Abraham Melkiersson, död 1598 i Stockholm, från 1596 fogde i Österbotten. Tillfångatog och avrättade upprorsledaren Jaakko Ilkka under Klubbekriget. Han blev själv fängslad och avrättad.